# Concert europeu

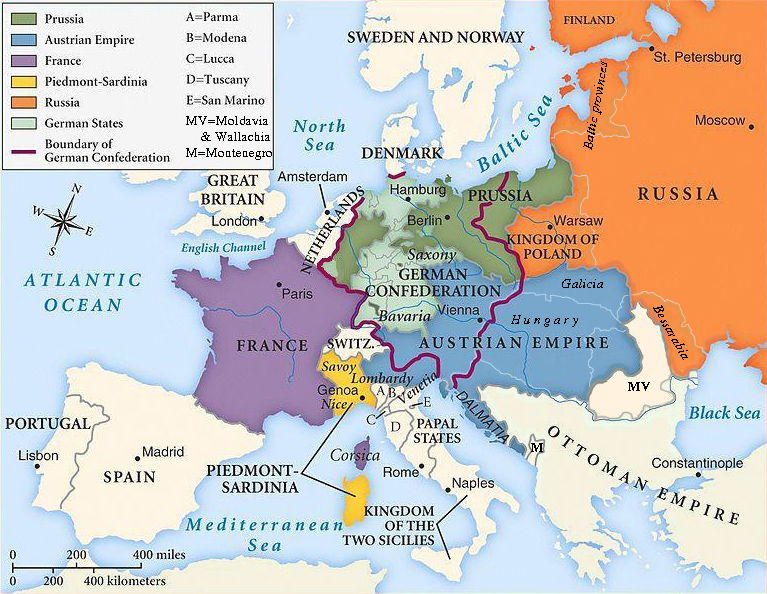
Fronteres nacionals traçades al continent europeu al Congrés de Viena, al final de les Guerres Napoleòniques

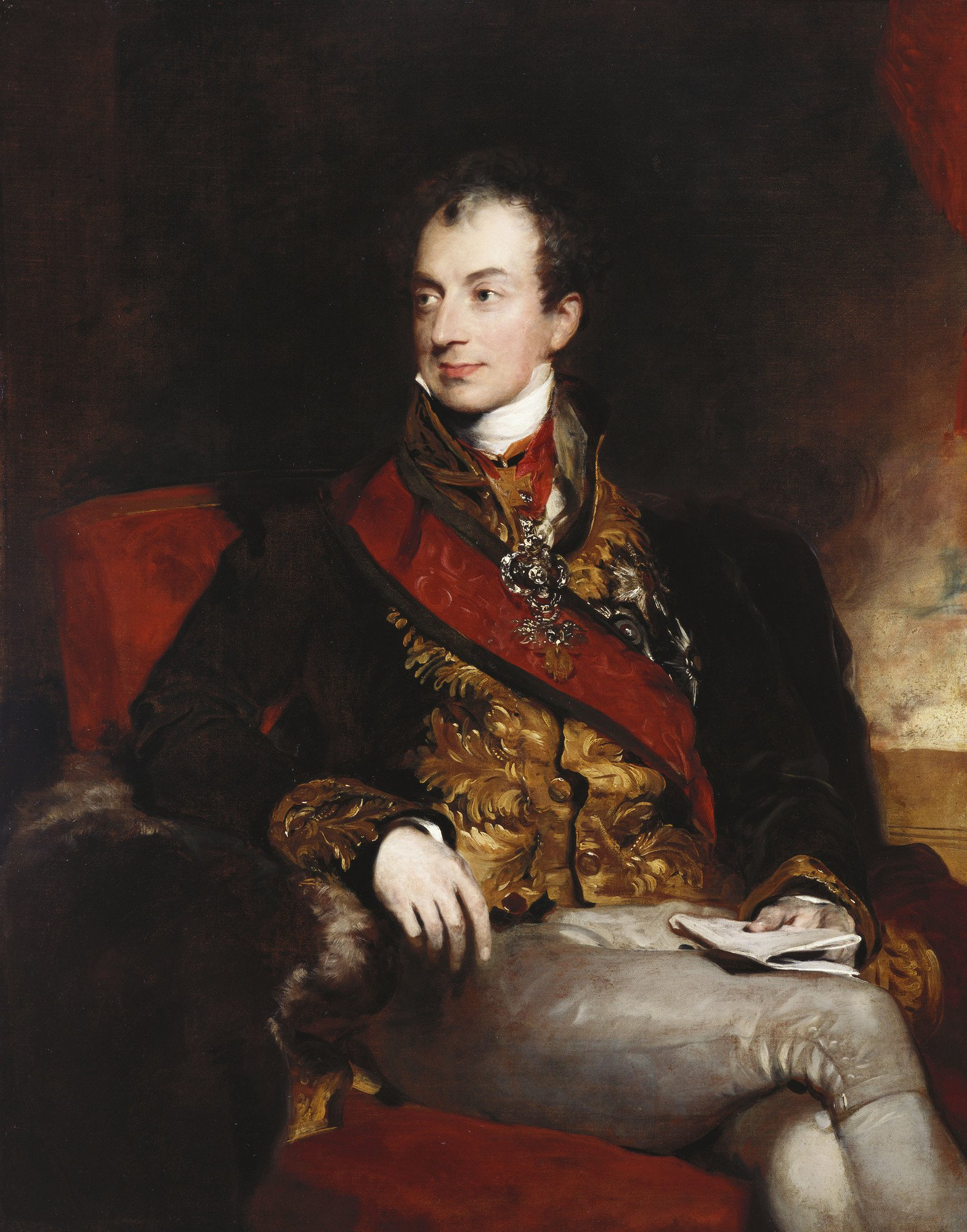
Metternich, un dels principals líders del període

El Concert Europeu és un terme emprat en història per designar un tipus de relacions interestatals a Europa amb l'objectiu de mantenir un equilibri de poder i garantir la pau entre els Estats, particularment al segle xix posterior a les Guerres Napoleòniques, després del Congrés de Viena. Aquesta Restauració Europea o també anomenat Pentarquia pel nombre dels seus estats va ser protagonitzat per Metternich, raó per què s'anomena també Sistema Metternich. Al món de parla alemanya es parla de Vormärz. Va ser una època de política reaccionària i antiliberal. Les bases socials que recolzarien el projecte restauracionista serien fonamentalment l'aristocràcia, el clergat i determinats sectors de l'alta burgesia.
Allò que dona caràcter de continuïtat al període és l'absència de normes escrites o institucions permanents, sinó que en temps de crisi es proclamava una conferència. Alguns dels llegats del període són el sorgiment del nacionalisme als estats petits que van sortir clarament perjudicats a favor de les grans potències. Aquest fet va esperonar un constant creixement dels sentiments nacionalistes., les unificacions d'Alemanya i Itàlia, la Qüestió d'Orient, elements que ajudaren a la seva pròpia desintegració.

## Història
Els orígens del sistema d'aliances europeu és anterior al segle xix però generalment se'l considera el període formatiu d'aquests pactes. Als darreres decennis del segle xviii s'estableix el sistema de cinc grans estats que es reparteixen el poder al continent, però la rellevància del concepte sorgeix en el context de les Guerres Napoleòniques. Després de la derrota de Napoleó el 1815, les potències vencedores van intentar crear un contrapès a l'hegemonia de França. La ideologia europea dominant era conservadora. Alguns dels principis que determinaren l'acció política a l'època eren el legitimisme monàrquic, el manteniment de l'statu quo així com els Estats i les relacions de poder entre ells com a forma de poder tradicional no basada en les nacionalitats. Es va arribar a anomenar «Sistema del Congrés» pels seus orígens en el Congrés de Viena.
Els quatre fundadors en foren Prússia, Àustria, l'Imperi Rus i la Gran Bretanya, és a dir, els membres de la Quàdruple Aliança que derrotà el Primer Imperi Francès. Els vençuts van ser incorporats més tard com un cinquè membre del concert. Inicialment, els protagonistes del sistema foren el ministre d'assumptes exteriors britànic Lord Castlereagh, el canceller austríac Klemens von Metternich i el tsar rus Alexandre I. Charles Maurice de Talleyrand-Périgord, representant de França, va ser el responsable de la tornada del seu país a l'esfera diplomàtica internacional.
L'era del Concert s'anomena sovint «Era de Metternich», ja que el conservadorisme d'Àustria va ser un dels elements dominants, mentre que aquest país era el membre de la Confederació Germànica amb més poder. Metternich intentà retornar Europa al seu estat anterior a la Revolució Francesa. Àustria va ser, doncs, el gran protagonista a la gènesi del sistema, si bé també era l'Estat membre més fràgil i amb més conflictes dins les seves fronteres. Les grans conferències del període foren Aquisgrà (1818), Karlsbad (1819), Verona (1822), Londres (1832) i Berlín (1878). El congrès de Verona, per exemple, va permetre la intervenció francesa a Espanya el 1822 mitjançant els Cent Mil Fills de Sant Lluís per tal de reinstaurar l'absolutisme de Ferran VII.
Fins a l'inici de la Primera Guerra Mundial el 1914 no hi hagué cap conflicte bèl·lic que involucrés la totalitat del continent europeu, si bé hi hagué molts conflictes entre aquests països i tensions internes, i en últim lloc la Gran Guerra té els seus orígens en la interacció dels Estats d'Europa durant el segle xix.
Durant la primera meitat del segle xix, Gran Bretanya i França es repartiren el poder sobre el continent, mentre que a partir de 1850 va anar escalant el poder de Prússia per un costat i Rússia per un altre. La Guerra de Crimea de 1854-1855 i la campanya de Sardenya de 1859 a les Guerres d'Independència Italianes van fracturar les relacions europees, mentre que l'adveniment de l'Alemanya unificada va modificar el repartiment de poder entre potències. Otto von Bismarck va reeixir mantenir la balança de poder en dirigir la proposició de tractats i en crear complexes aliances entre les nacions del continent. Encara sota Bismarck des dels anys 1880, la política exterior alemanya, tanmateix, va començar un pragmàtic expansionisme colonial. Primer es va limitar a obtenir influència econòmica, com a eina per vèncer la «gran despressió» però des de 1883 fins 1886 va afegir l'expansió territorial.

## Decadència del sistema d'aliances europeu
Les noves aliances resultaren fràgils i van cedir a tensions que culminaren en la Primera Guerra Mundial anys més endavant. Un dels primers conflictes que tingueren lloc entre dos dels grans estats membres d'aquest concert va ser la guerra francoprussiana. Juntament amb conflictes locals com els d'Alsàcia i Lorena o els Balcans, cap al final del segle xix, amb la consolidació de l'imperialisme i la gran dimensió que havien adquirit algunes nacions colonials europeus, les rivalitats entre aquests estats arribaren a tots els racons del món colonitzats i aquells països amb influència europea. Un dels objectius del Tractat de Versalles, el principal tractat de pau a les acaballes de la Primera Guerra Mundial, va ser d'abolir el concepte d'equilibri de poder entre grans potències i crear una Societat de Nacions que reestructurés les relacions internacionals.